# British Hockey League 1995/96
Die Saison 1995/96 war die 14. und letzte Spielzeit der British Hockey League, der höchsten britischen Eishockeyspielklasse. Meister wurden die Sheffield Steelers. Zur Saison 1996/97 wurde die Liga durch die Ice Hockey Superleague ersetzt.

## Modus
In der Hauptrunde absolvierte jede der zehn Mannschaften insgesamt 36 Spiele. Der Erstplatzierte der Hauptrunde wurde Meister. Für einen Sieg erhielt jede Mannschaft zwei Punkte, für ein Unentschieden einen Punkt und für eine Niederlage null Punkte.

## Hauptrunde

### Tabelle
|     | Klub                | Sp | S  | U | N  | Tore    | Punkte |
| --- | ------------------- | -- | -- | - | -- | ------- | ------ |
| 1.  | Sheffield Steelers  | 36 | 27 | 5 | 4  | 268:122 | 59     |
| 2.  | Cardiff Devils      | 36 | 26 | 3 | 7  | 271:140 | 55     |
| 3.  | Durham Wasps        | 36 | 22 | 4 | 10 | 213:158 | 48     |
| 4.  | Nottingham Panthers | 36 | 19 | 5 | 12 | 214:174 | 43     |
| 5.  | Humberside Hawks    | 36 | 16 | 4 | 16 | 202:235 | 36     |
| 6.  | Fife Flyers         | 36 | 14 | 6 | 16 | 209:238 | 34     |
| 7.  | Basingstoke Bison   | 36 | 11 | 5 | 20 | 146:190 | 27     |
| 8.  | Newcastle Warriors  | 36 | 10 | 4 | 22 | 167:256 | 24     |
| 9.  | Milton Keynes Kings | 36 | 7  | 7 | 22 | 186:237 | 21     |
| 10. | Slough Jets         | 36 | 5  | 3 | 28 | 172:298 | 13     |

Sp = Spiele, S = Siege, U = Unentschieden, N = Niederlagen